# Uppsala Block 5

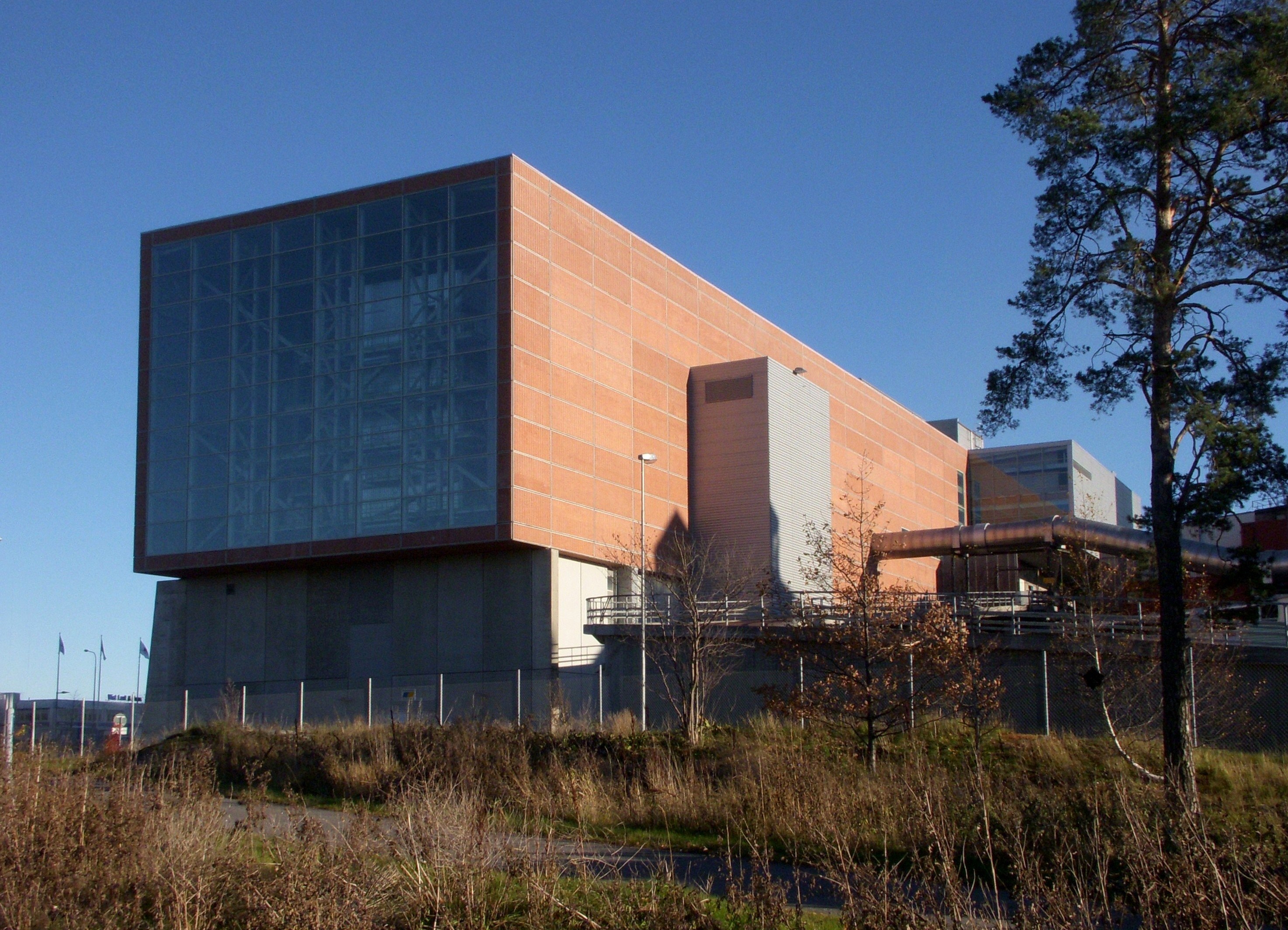
Kraftvärmeverket "Uppsala Block 5", 2010.

Uppsala Block 5 är ett kraftvärmeverk i Boländerna i Uppsala. Anläggningen återvinner energi från avfall i form av fjärrvärme och invigdes år 2005 efter två års byggtid. Den totala investeringen uppgick till ca 1 000 miljoner kronor.
Block 5 uppfördes med Vattenfall som beställare. Efter en arkitekttävling gick uppdraget till Arkitektmagasinet. Deras förslag hade en enkel och diskret profil och ligger orienterad längs den intilliggande Bolandsgatan. Byggnadskroppen är 138 meter lång, 26 meter bred och 42 meter hög. Den längsgående fasaden täcks av 2x5 meter stora rödfärgade tegelelement och korrugerad aluminiumplåt. Gavelsidorna är uppglasade. Interiört ger ljusgröna gångbanor en höjd orienteringsmöjlighet och mörkgröna dörrar leder ut ur byggnaden. Alla rörliga delar har målats i gul kulör.
I dag (2010) tar Vattenfalls värmeanläggning i Boländerna emot ungefär tio procent av Sveriges brännbara hushållsavfall. I den nya värmeanläggningen förbränns som mest 22 ton sorterat avfall per timme vilket motsvarar 170 000 ton/år. Förbränningsanläggningen har en effekt av 75 megawatt. Vid förbränningen bildas bland annat koldioxid och vattenånga.

## Fasaddetaljer

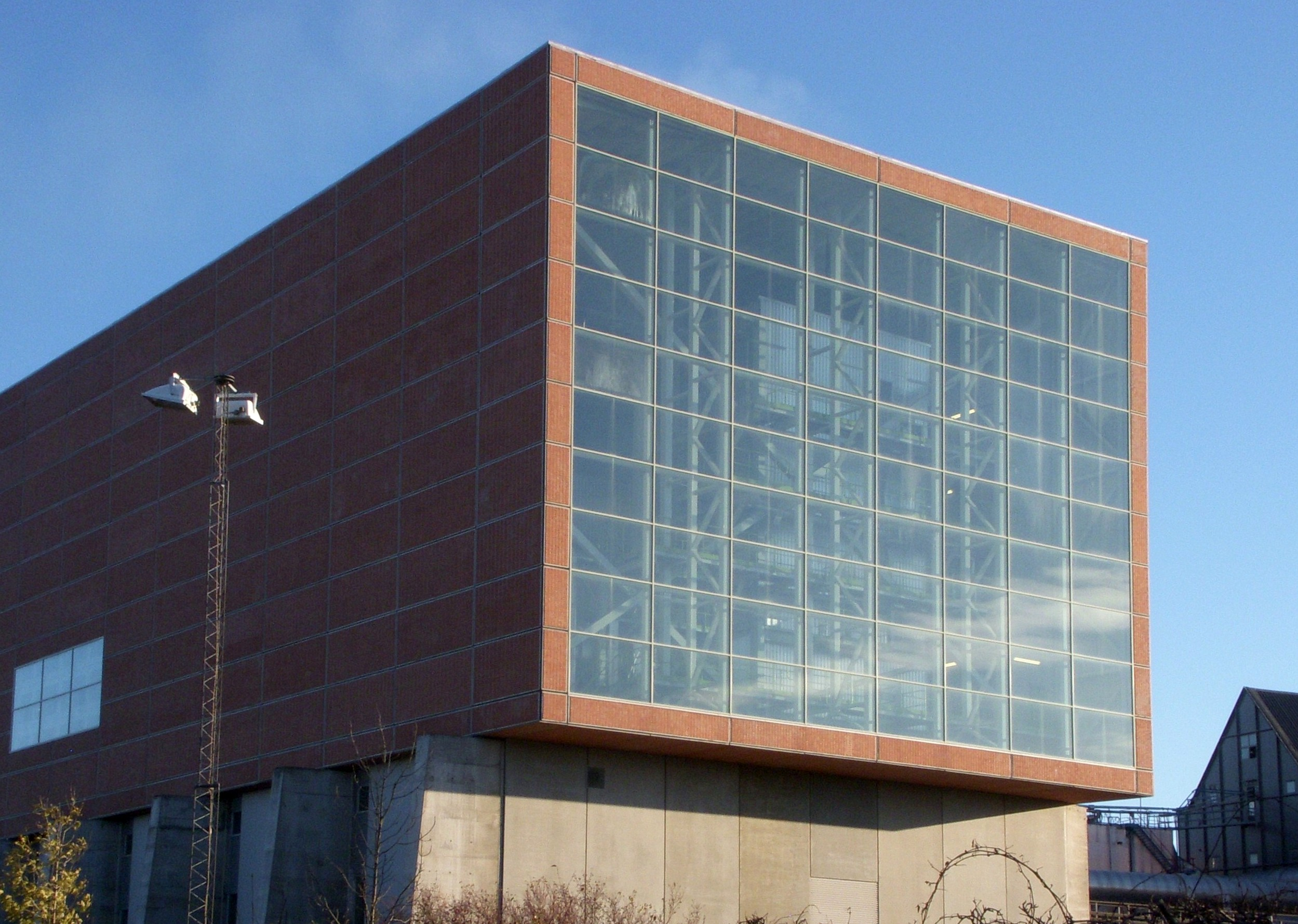
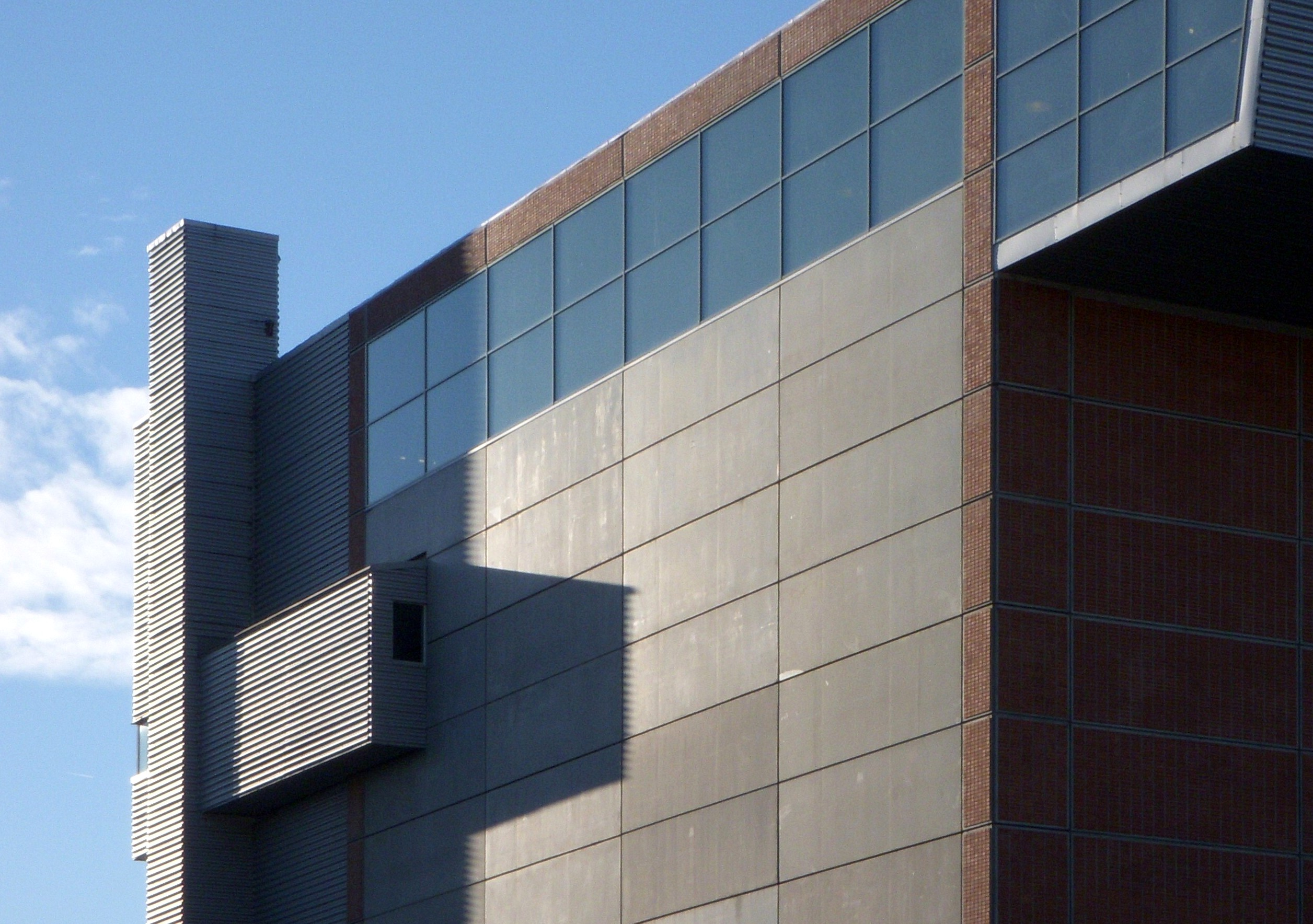
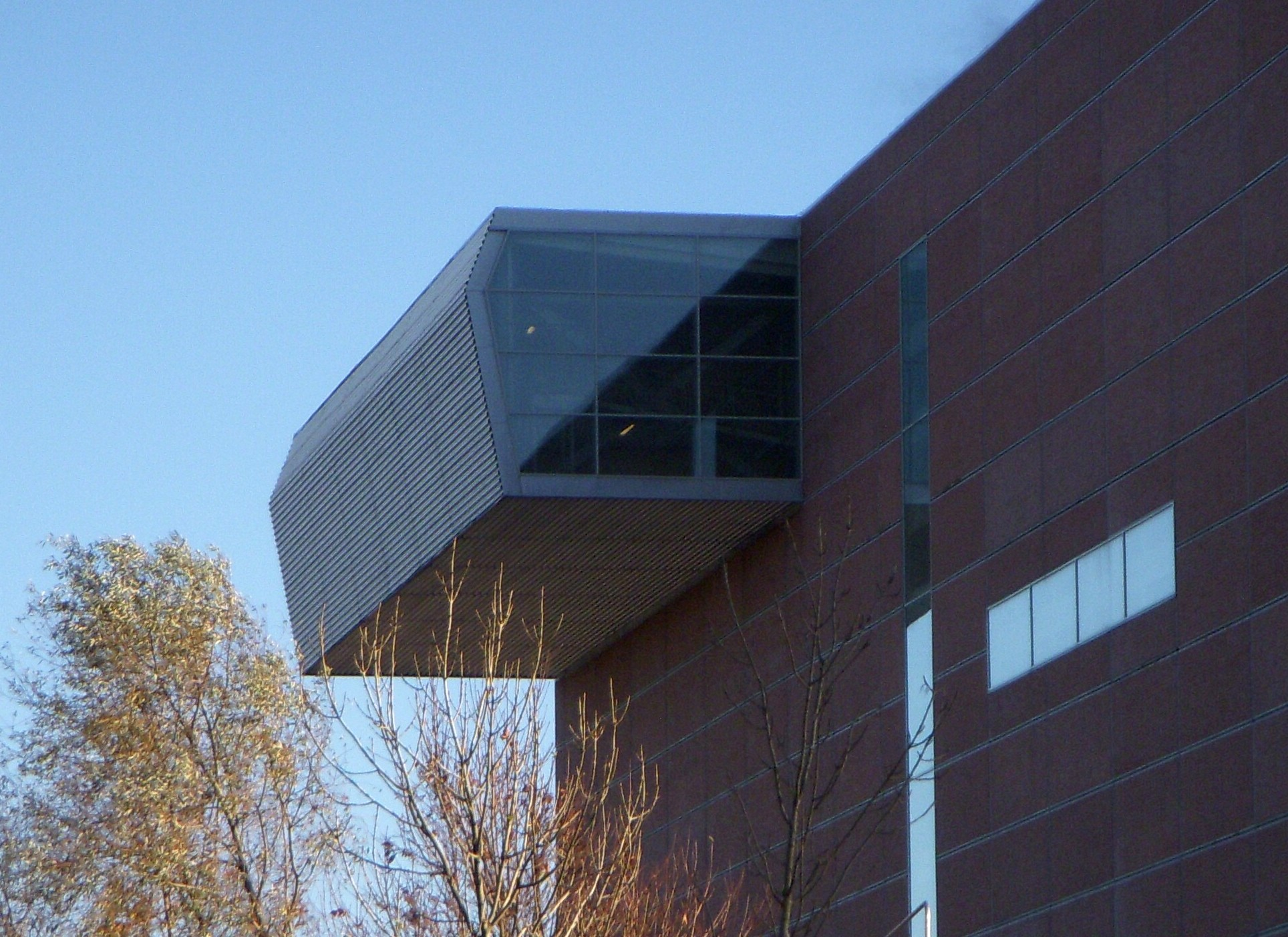